# Microniscus latyfrons
Microniscus latyfrons là một loài chân đều trong họ Microniscidae. Loài này được Gnanamuthu & Krishnaswamy miêu tả khoa học năm 1948.